# Марло Томас
Марло Томас (англ. Marlo Thomas, при нар. англ. Margaret Julia Thomas, нар. 21 листопада 1937, Детройт, Мічиган, США) — американська актриса, продюсерка та громадська діячка. За свою кар'єру вона виграла чотири премії «Еммі», «Золотий глобус», «Греммі», а також була удостоєна власної зірки на Голлівудській «Алеї слави». Була представлена на колекційних картках Supersisters.

## Життєпис та кар'єра

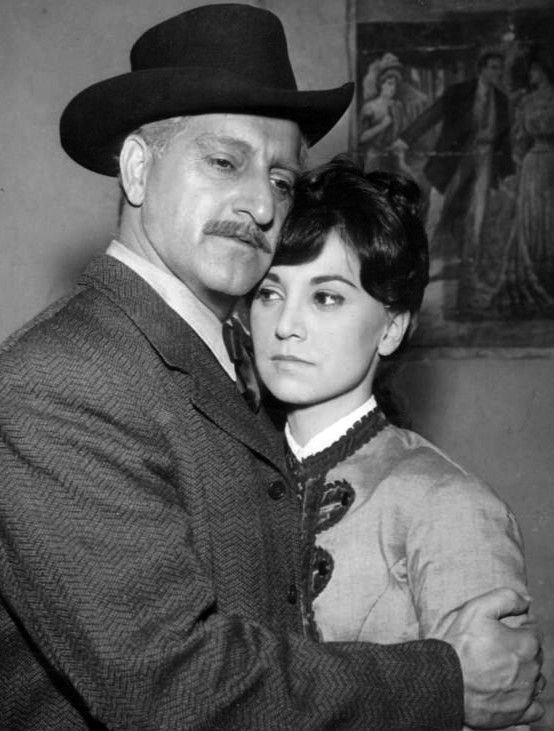
Марло Томас зі своїм батьком у 1961 році

### Ранні роки
Маргарет Джулія Томас народилася в Детройті, Мічиган 21 листопада 1937 року і була старшою з трьох дітей, які народилися в сім'ї телевізійного коміка Денні Томаса та його дружини Роуз Марі. Її брат є продюсером, а молодша сестра недовгий час працювала акторкою. Маргарет виросла в Беверлі-Гіллз у Каліфорнії та закінчила Університет Південної Каліфорнії зі ступенем бакалавра.
Марло Томас розпочала свою акторську кар'єру з ролі у ситкомі «Шоу Джо Бішопа» у 1961—1962 роках, а потім була гостем у багатьох шоу, таких як «Бонанца». У той період вона зробила ринопластику та виправила свій ніс, зменшивши його розмір.

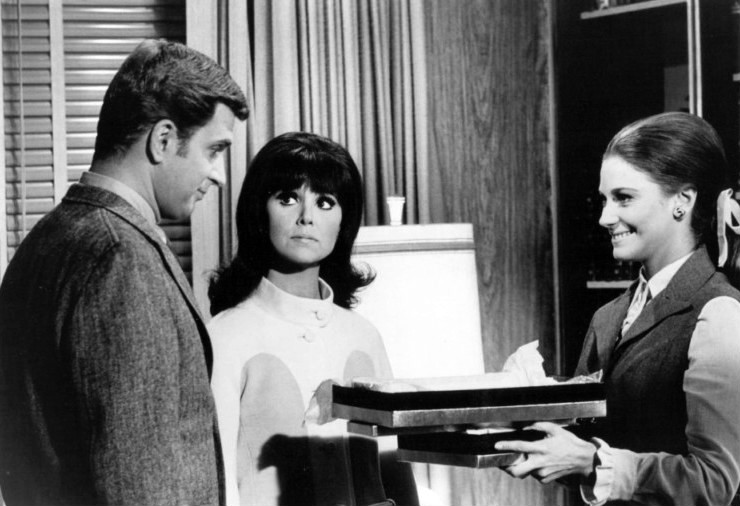
Марло Томас у серіалі «Ця дівчина»

### «Ця дівчина»
Найбільшим успіхом у кар'єрі Марло Томас стала головна роль у комедійному телесеріалі «Ця дівчина» про молоду дівчину-акторку, яка переїжджає до Нью-Йорка, щоб стати зіркою Бродвею, що виходив на екрани з 1966 по 1971 рік. Концепція серіалу, який вважається першим ситкомом в історії телебачення, який був повністю зосереджений на житті молодої та незалежної жінки, була заснована на особистому досвіді Марло Томас. Серіал став відомий завдяки демонстрації жіночої незалежності у світі, в якому на роботі та вдома домінували чоловіки. Серіал проіснував п'ять сезонів і аж до фіналу мав високі рейтинги, проте рішення про його завершення ухвалила сама Марло Томас, яка була не лише виконавицею головної ролі, а й продюсеркою. Томас заявила, що не має наміру грати одного і того ж персонажа вічність і саме через це вирішила завершити шоу. У 1967 році Томас отримала премію «Золотий глобус», а також за період трансляції чотири рази номінувалася на «Еммі» за найкращу жіночу роль у комедійному телесеріалі.
Після завершення серіалу, Томас, також як і Саллі Філд з Елізабет Монтгомері зіткнулася з проблемою зміни амплуа, оскільки глядачі бачили актрису лише як героїню сіткому. Вона була номінована на «Золотий глобус» за виконання головної ролі в кінофільмі «Дженні», але в наступні роки так і не змогла повністю позбавитися образу зірки ситкомів. Вона продовжила кар'єру граючи головні ролі як у комедіях, так і в драмах у кіно та на телебаченні, знімаючись у таких фільмах як «Це трапилося одного разу на Різдво» (1977), «Втрачена честь Кетрін Бек» (1984), «Дозвіл на зрілість» (1985) і «Нічия дитина» (1986) і неодноразово відзначалася преміями «Еммі» та «Золотий глобус» за свою гру.

### Останні роки
Останніми роками Томас переважно була активна на театральній сцені. Вона запрошеною зіркою в багатьох телесеріалах, таких як «Друзі» в ролі матері Рейчел Грін, а також «Еллі Мак-Біл», «Фрейзер», «Закон і порядок: Спеціальний корпус» та «Дурнушка», працювала телеведучою на різних каналах, а також активно займалася продюсерською діяльністю, виробляючи безліч телефільмів та спеціальних програм.

## Особисте життя
З 1980 року Томас одружена з телеведучим Філом Донаг'ю. З того часу вона мачуха його п'ятьох дітей.

## Вибрана фільмографія
| Рік       |   | Українська назва                    | Оригінальна назва                 | Роль             |
| --------- | - | ----------------------------------- | --------------------------------- | ---------------- |
| 1993      | ф | З мене досить                       | Falling down                      | репортерка KTLA  |
| 1996      | с | Розанна                             | Roseanne                          | Тіна Беже        |
| 1996—2002 | с | Друзі                               | Friends                           | Сандра Грін      |
| 1999      | ф | Чоловік за викликом                 | Deuce Bigalow: Male Gigolo        | Маргарет         |
| 1999      | с | Фрейзер                             | Frasier                           | Софі             |
| 2000      | с | Еллі Мак-Біл                        | Ally McBeal                       | Лінні Бішоп      |
| 2004      | с | Закон і порядок: Спеціальний корпус | Law & Order: Special Victims Unit | суддя Мері Кларк |
| 2007      | с | Не краса по-американськи            | Ugly Betty                        | Сандра Вінтроп   |
| 2012      | ф | Літо. Однокласники. Любов           | LOL                               | Гранн Вільямс    |
| 2012      | с | Нова норма                          | The New Normal                    | Ненсі Найлз      |
| 2015      | с | Гравці                              | Ballers                           | мати Джейсона    |
| 2018      | ф | 8 подруг Оушена                     | Ocean's Eight                     | Рене             |